# Maciej Fijak
Maciej Fijak (1862 Pietrzykowice – 1949) byl rakouský politik polské národnosti z Haliče, na počátku 20. století poslanec Říšské rady.

## Biografie
Působil i jako poslanec Říšské rady (celostátního parlamentu Předlitavska), kam usedl ve volbách do Říšské rady roku 1901 za kurii všeobecnou v Haliči, obvod Wadowice, Biała, Chrzanów atd. Uspěl i ve volbách do Říšské rady roku 1907, konaných poprvé podle všeobecného a rovného volebního práva. Zvolen byl za obvod Halič 38.
Ve volbách roku 1901 se uváděl coby kandidát tzv. Stojałowského skupiny (politická strana Stronnictwo Chrześcijańsko-Ludowe okolo Stanisława Stojałowského). Usedl pak do poslaneckého klubu Polské lidové strany. Po volbách roku 1907 patřil do parlamentního Polského klubu. Ve volbách roku 1907 byl zvolen za nový subjekt Polskie Centrum Ludowe, do kterého přešla Stojałowského skupina. Ve volbách roku 1911 je uváděn při své neúspěšné kandidatuře jako křesťansko sociální kandidát.
Ještě v roce 1929 se uvádí jako člen Národní strany (Stronnictwo Narodowe).